# Милан Врбић
Милан Врбић (Сисак, 1894 — Лесковац, август 1954), био је српски сликар.

## Биографија
Милан Врбић рођен је 1894. године у Сиску (Хрватска) од оца Антонија Врбића, општинског службеника, и мајке Франциске Врбић (рођене Михелчић). Веома рано је остао без оца тако да бригу о породици преузима његов деда по мајци. Након завршене Земаљске Обртне школе, 1910. године уписује Школу за умјетност и обрт у Загребу коју завршава 1914[]. године. Неколико месеци након његовог дипломирања избија Велики рат. Врбић бива регрутован као војник Аустроугарске војске и послат на фронт у Галицију. Из рата се вратиио 1918. године. Крајем те године добија стипендију Земаљског већа за усавршавање сликарства и годину дана проводи у Прагу студирајући сликарство на Академији ликовних уметности. Будући да га је веома привлачио источни део наше земље тражио је од тадашњег министарства просвете да са службом буде послат на исток. Тако се 1921. године обрео у Нишу.. У овом граду предавао је вештине (цртање), два часа недељно у мушкој и десет часова у женској гимназији. Јеротије Новитовић, тадашњи директор лесковачке гимназије, након упознавања са његовим радом нуди му место наставника сликања. Врбић то прихвата и школске 1922/23, прелазиу лесковачку гимназију. Након доласка у Лесковац заволео је град и људе у њему, а Лесковчани га памте као боема и љубазног човека који је био у потпуности предан сликарству. Доласком Врбића у град Лесковчани добијају хроничара који је предано и са пуно љубави сликао град у којем живи. Осим сликарства са великим жаром и пун ентузијазма приступао је и педагошким радом у гимназији, а ученици га памте као скромног и омиљеног наставника цртања. О успешнсти Врбића као професора говори чињеница да његови ученици Благоје Стојановић, Бранко Дочић и Смиља Стојановић Табак уписују Уметничку школу у Београду у којој су важили за веома талентоване ђаке. Други светски рат Врбића затиче у Лесковцу, све време рата трудио се да одржи ниво наставе и подржи своје ученике у тешким животним околностима. Иако заљубљен у сликарство Врбић је има двадесетогодишњи прекид у сликарском раду. Тридесетих година 20. века нагло престаје да слика, а сликарству се враћа враћа тек 1950. године.У овом периоду насликао је двадесетак акварела. На жалост недуго након повратка сликарству, не дочекавши пензију, Врбић умире августа 1954. године у шездесетпрвој години години живота.

## Стваралаштво
У развоју стваралаштва Милана Врбића можемо говорити о три развојне фазе овог сликара.

### Прва фаза
За прву фазу Врбићевог стваралаштва карактеристичн је реализма. Његови акварели из овог периода сликани су специфичном техником сувог акварела, он четкицом више црта него што акварелише. Игра светлости је карактеристична за аквареле Врбића из овог периода.
он четкицом више црта него што акварелише. Игра светлости је карактеристична за аквареле Врбића из овог периода.

### Друга фаза
У другом периоду његовог стваралаштва осећа се утицај импресионизма, за овај период карактеристичне су слике цигансках кућа и ковачница.

### Трећа фаза
У каснијим радовима Врбића осећа се утицај Сезана и нагињање ка постимпресионизму. За овај период је карактеристична је слика Мртва природа с јабукама

## Изложбе
Милан Врбић излагао је у Урлиховом салону у Загребу (октобар 1925). Његова дела су излагана и у Сиску, Скопљу, Лесковцу и Београду. У Београду је излагао у салону Цвете Зузорић. Слике су му биле излагане и у музеју кнеза Павла. У Лесковцу је одржао две изложбе. Прву 1925. године, о њој нема писаних трагова али се зна да је уводну реч на изложби одржао професор историје Радивоје Ненадовић. Другу лесковачку изложбу отворио је 29. новембра 1952. године у клубу просветних радника. Изложба је носила назив Социјални мотиви. На овој изложби Врбић је представио већи број акварела са темом из живота Лесковца.

## Истакнута дела
- Воденица на морави, 1925, акварел 31, 7 x 20,4
- Циганска кућа у Лесковцу, 1925, акварел 32, 8 x 20,4
- Главна лесковачка ћуприја, 1927/28, акварел, 45.8 x 28,2
- Чесма на кудељној пијаци, 1927/28, акварел, 22,5 x 31,1
- Чаршија у Лесковцу, акварел, 22,5 x 31,1
- Из старог лесковца, 1925, акварел, 29,7 x 19,9
- Ча Митина кућа, 1925, акварел, 32,9 x 21,1
- Мртва природа са јабукама, 1929, акварел, 68,5 x 42
- Пијаца у Лесковцу, 1924, акварел, 23 x 33,3
- Каспаров мост, 1925, акварел, 30,9 x 22
- У воденици, 1952, акварел, 33 x 24
- Грнчар, 1952, акварел, 4 x 33
- Висећи мост, 1952, акварел, 41 x 38
- Стари мост, 1952, акварел 41 x 38